# Philobota perixantha
Philobota perixantha is een vlinder uit de familie van de sikkelmotten (Oecophoridae). De wetenschappelijke naam van de soort werd in 1896 gepubliceerd door Alfred Jefferis Turner.